# Лялина, Ирина
Ирина Лялина (род. 3 февраля 1968) — советская и узбекистанская гребчиха-байдарочница. Участница летних Олимпийских игр 1996 года, трёхкратный серебряный призёр летних Азиатских игр 1994 и 1998 годов.

## Биография
Ирина Лялина родилась 3 февраля 1968 года.
В 1994 году завоевала две серебряных медали на летних Азиатских играх в Хиросиме в соревнованиях одиночек и четвёрок на дистанции 500 метров.
В 1996 году вошла в состав сборной Узбекистана на летних Олимпийских играх в Атланте. В соревнованиях байдарок-одиночек заняла в четвертьфинале 7-е место с результатом 1 минута 59,996 секунды, в заплыве надежды — 5-е место (2.08,017), уступив 2,280 секунды попавшей в полуфинал с 4-го места Лиор Карми из Израиля. В соревнованиях байдарок-четвёрок на дистанции 1000 метров команда Узбекистана, за которую также выступали Татьяна Левина, Инна Исакова и Елена Лебедева, заняла 7-е место в четвертьфинале (1.45,905) и 5-е место в полуфинале (1.40,893), уступив 2,988 секунды попавшей в финал с 3-го места сборной Австралии.
В 1998 году завоевала серебряную медаль летних Азиатских игр в Бангкоке в соревнованиях байдарок-четвёрок на дистанции 500 метров.